# خدر (غرفة)
الخِدْر هو غرفة معيشة أو مضافة خاصة بالمرأة في مسكن مفروش، عادة يكون بين غرفة الطعام وغرفة النوم، ولكن يمكن أن يشير الخدر أيضاً إلى غرفة نوم المرأة الخاصة.

## طالع المزيد
- حرملك